# Эдельстам, Харальд

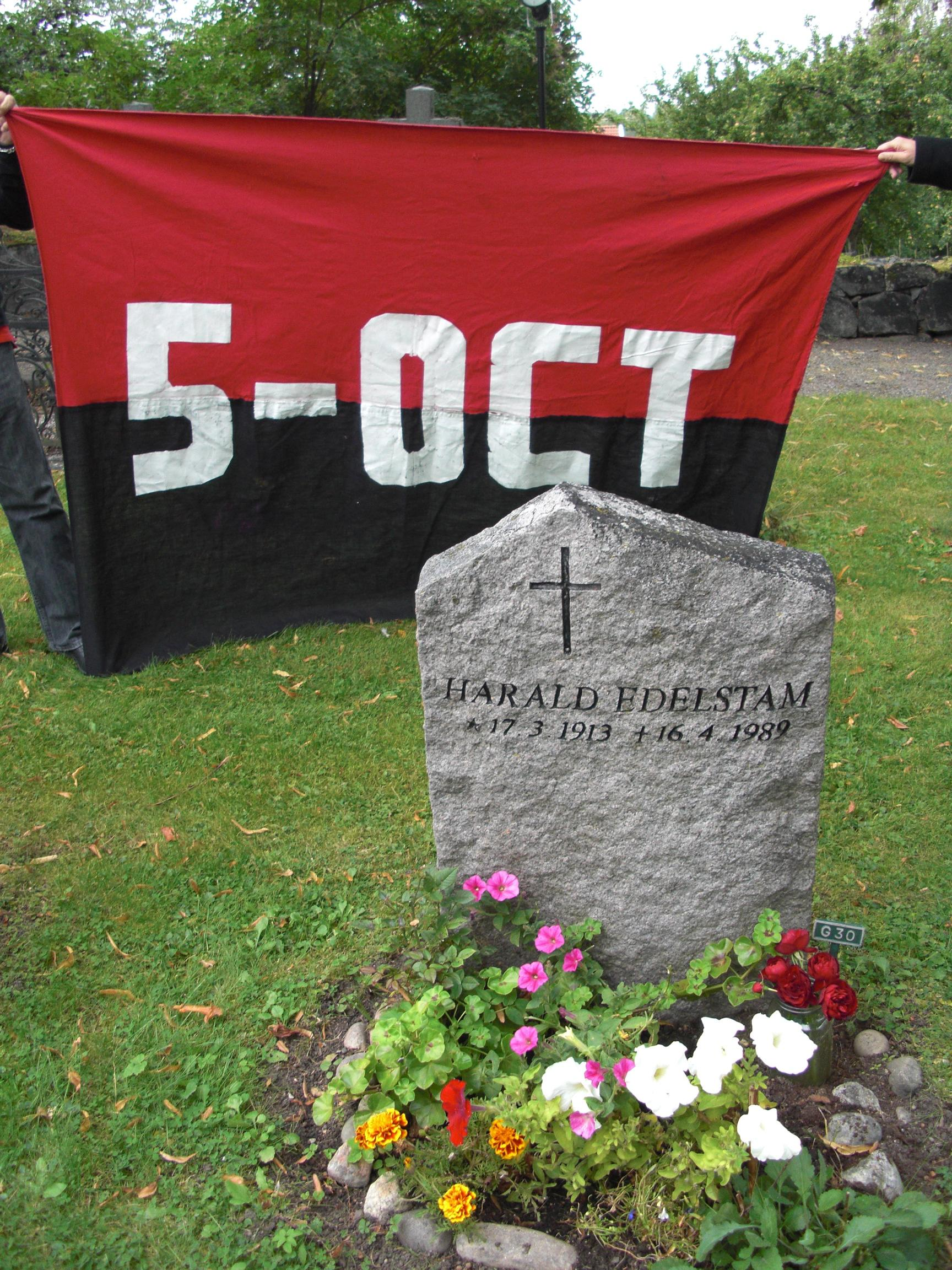
Могила Харальда Эдельстама у церкви Экерё близ Стокгольма. 11 сентября 2010 года

Харальд Эдельстам (швед. Harald Edelstam; 17 марта 1913, Стокгольм — 16 апреля 1989) — шведский дипломат, посол. Имя Эдельстама стало известно в связи с его деятельностью по спасению жизней большого количества оппозиционеров после военного путча в Чили в 1973 году. Во время Второй мировой войны Харальд Эдельстам спасал бойцов Сопротивления и евреев. Иногда его называли «вторым Раулем Валленбергом» и «спорящим шведским дипломатом».

## Биография
Харальд Эдельстам родился в дворянской семье. Его родители — камергер Фабиан Эдельстам и Хилма Дикинсон. Он учился в Королевской военной академии в Карлберге, а затем в 1939 году сдал первый государственный экзамен на юриста. Вслед за этим Эдельстам получил звание атташе при ведомстве иностранных дел Швеции и в том же году направлен на службу в Рим. Во время Второй мировой войны Эдельстам также служил в Берлине (1941) и Осло (1942).
Во второй половине войны Эдельстам, служивший дипломатом в оккупированной Норвегии, помогал бойцам Сопротивления и евреям. Будучи в хороших отношениях с командующим германских войск в Норвегии, начальниками местных СД и Гестапо, он выполнял функции посредника между немцами и норвежским движением Сопротивления «Hjemmefront», где его называли «Чёрным первоцветом» (по аллюзии с персонажем романа и фильма «Алый первоцвет»).
В 1948—1952 — первый секретарь посольства в Гааге, а в 1952—1954 — в Варшаве. Несколько лет Эдельстам проработал в должности секретаря министерства иностранных дел, затем получил должность заместителя руководителя отдела, а с 1958 года служил в должности советника посольства в Вене.
В 1962—1965 — генеральный консул в Стамбуле. В 1965—1969 — посол в Индонезии. В 1969—1971 посол в Гватемале. Помогал повстанцам, действовавшим против местного правительства.
В 1971 году Эдельстам был назначен Улофом Пальме послом Швеции в Сантьяго-де-Чили. Эдельстам открыто выражал свою симпатию президенту-социалисту Сальвадору Альенде. После его свержения Эдельстам спас жизнь многим чилийцам, предоставив им сопровождение и политическое убежище в Швеции. Эдельстам вывез из Чили Мириам Контрерас, личную секретаршу Альенде, четырехлетнюю дочь вождя чилийских коммунистов Володи Тейтельбойма, перуанского левого партизана Уго Бланко и многих других. Кроме того Эдельстам помогал спастись гражданам других стран Южной Америки, бежавшим в Чили от режимов военной диктатуры в Уругвае и Бразилии. Многие из политических беженцев, которых спас Эдельстам, были членами леворадикальной организации Тупамарос, сражавшимися против уругвайской диктатуры.
Свой самый отважный поступок Эдельстам совершил в чилийской столице в ходе путча у здания кубинского посольства во время его осады танками. Кубинцы оказывали отчаянное сопротивление, но по своей численности и вооружению явно уступали путчистам. Объявив территорию посольства Кубы частью своего посольства, Харальд Эдельстам с флагом Швеции в руках встал между кубинским посольством и танками, которые были вынуждены прекратить стрельбу. Кубинцы успели погрузиться в автобусы и с помощью шведского посольства затем перебраться на родину. Когда позднее Эдельстама спросили, зачем он это сделал, он якобы ответил: «Потому что я не могу мириться с несправедливостью».
Всего Эдельстам спас 1300 человек.
Военный режим Пиночета, естественно, не оценил вмешательство Эдельстама и после обмена дипломатическими нотами с Швецией потребовал выдворения дипломатической миссии из страны. Позднее Эдельстам побывал на Кубе по приглашению Фиделя Кастро, где шведа принимали как настоящего героя. В 1970-е годы Эдельстам был признанным кумиром левого студенчества в Швеции, ходили слухи, что Эдельстам получит Нобелевскую премию мира.
В 1974—1979 годах Эдельстам был послом Швеции в Алжире. В 1979 вышел в отставку. На пенсии помогал многочисленным чилийским беженцам интегрироваться в шведское общество. Эдельстам скончался от рака в 1989 году.

## В культуре
- Его биография легла в основу фильма «The Black Pimpernel» (2007), в русском прокате под неточным названием «Чёрная гвоздика». Эдельстама играл Микаэль Нюквист.